# Jurassica Parka

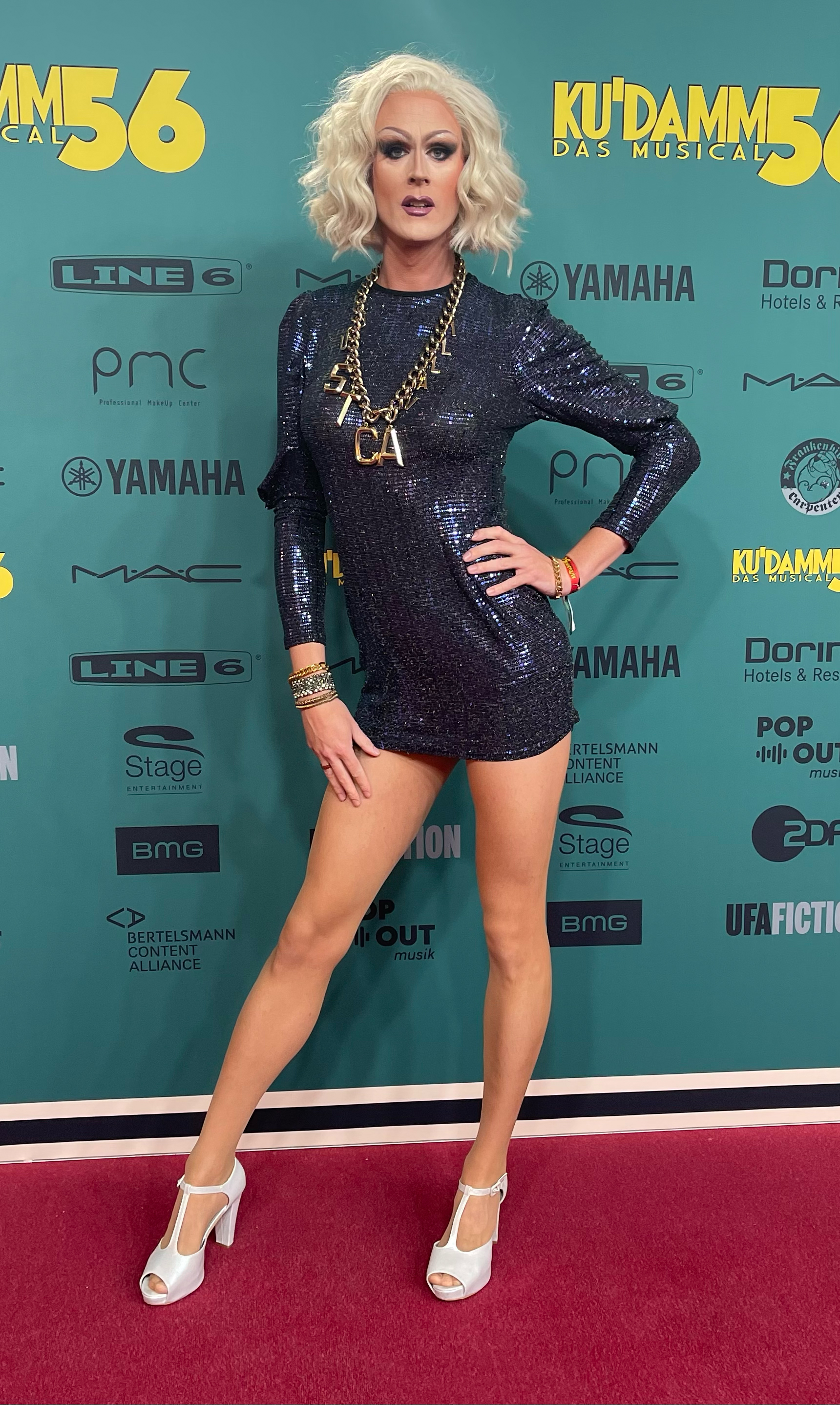
Jurassica Parka moderierte die Premiere des Musicals Ku'damm 56 im Theater des Westens (Berlin, November 2021)

Jurassica Parka, bürgerlicher Name Mario Olszinski, (* 17. Oktober 1979 in West-Berlin) ist eine deutsche Dragqueen, die als Moderatorin, Unterhaltungskünstlerin, Autorin und YouTuberin tätig ist.

## Leben
Mario Olszinski wurde in Berlin-Neukölln geboren und lebt in Berlin. Er studierte Kommunikationsdesign und war mit Anfang zwanzig bei der Werbeagentur Scholz & Friends tätig. Er ist im Verlag Special Media SDL, der unter anderem das queere Berlin-Magazin Siegessäule herausgibt, als Grafiker beschäftigt.

## Wirken
Olszinkis Kunstfigur Jurassica Parka ist seit Anfang der 2000er Jahre Bestandteil des queeren Berliner Partylebens. Zwischen 2004 und 2006 veranstaltete sie die Partyreihe Heydey im Kinzo und zwischen 2009 und 2011 die Reihe Bollox im Loreley am Alexanderplatz. Sie war Resident DJ der Gay-Party GMF und darüber hinaus auch international als DJ gebucht. Sie legte bis 2019 regelmäßig unter anderem in Kopenhagen, Wien, Zürich, Leipzig, München, Hamburg und Köln auf. Im SchwuZ veranstaltet Parka seit 2012 die schwule Partyreihe Popkicker by Jurassica Parka.
Seit 2011 betreibt Parka einen YouTube-Kanal mit einer Mischung aus Personality-Show, Videoblog und Comedy. Auf diesem startete sie im April 2011 das Comedyformat Attraktiv – Das Starmagazin, das ab Februar 2012 bis 2017 auch auf dem Berliner Regionalsender ALEX Berlin gesendet wurde.
2014 wurde Parka zur Miss CSD 2014 gekürt und führte gemeinsam mit Klaus Wowereit den Berliner Christopher Street Day an. Im gleichen Jahr startete ihre Kolumne Jurassica Parkas Schlachteplatte im Berliner Stadtmagazin Siegessäule. Bis zum Ende der Kolumne 2017 galt diese als die am meistgelesene Rubrik der Zeitschrift. Ebenfalls 2014 startete Parka die Late-Night-Show mit dem Titel Paillette geht immer in der Berliner Kabarett Anstalt in Berlin-Kreuzberg. Seit der COVID-19-Pandemie wird die Show zusätzlich regelmäßig über Parkas YouTube-Kanal als Livestream ausgestrahlt.
Im Jahr 2016 startete die von Parka produzierte Vollplayback-Musical-Show The Golden Gmilfs, in der sie zusammen mit den Dragqueens Margot Schlönzke, Destiny Drescher, Ryan Stecken, Pan Am sowie Tom Bola an die Comedyserie Golden Girls angelehnte Charaktere verkörpert. Im gleichen Jahr moderierte sie die Show Forum Fatal auf Radio Fritz. 2018 war Parka Protagonistin im Werbespot für Skyy Vodka, 2019 für die Sparda-Bank und 2020 für Hermes Versand.
Im Oktober 2020 startete sie zusammen mit Margot Schlönzke den Podcast Parka und Schlönzke. In diesem blicken sie gemeinsam auf den vergangenen Monat zurück und diskutieren ausgewählte Meldungen aus Gesellschaft, Politik und Unterhaltung. Im Jahr 2021 fungierte sie als Botschafterin für das queere Berlin im Rahmen der Tourismuskampagne von Place2Be.Berlin, einer Initiative des Special Media Verlags. Im Februar 2022 startete Parkas eigener Podcast Paillette – Die Nachlese. In diesem gibt sie Einblicke hinter die Kulissen ihrer Late-Night-Show Paillette geht immer. Seit Juli 2023 bietet sie zusammen mit Margot Schlönzke queere Kieztouren in Berlin an. Im August 2023 war sie zu Gast in der Kochsendung Böhmi brutzelt mit Jan Böhmermann.

## Podcasts
- 2020: Parka und Schlönzke mit Margot Schlönzke
- 2022: Paillette – Die Nachlese

## Filmografie
Moderation

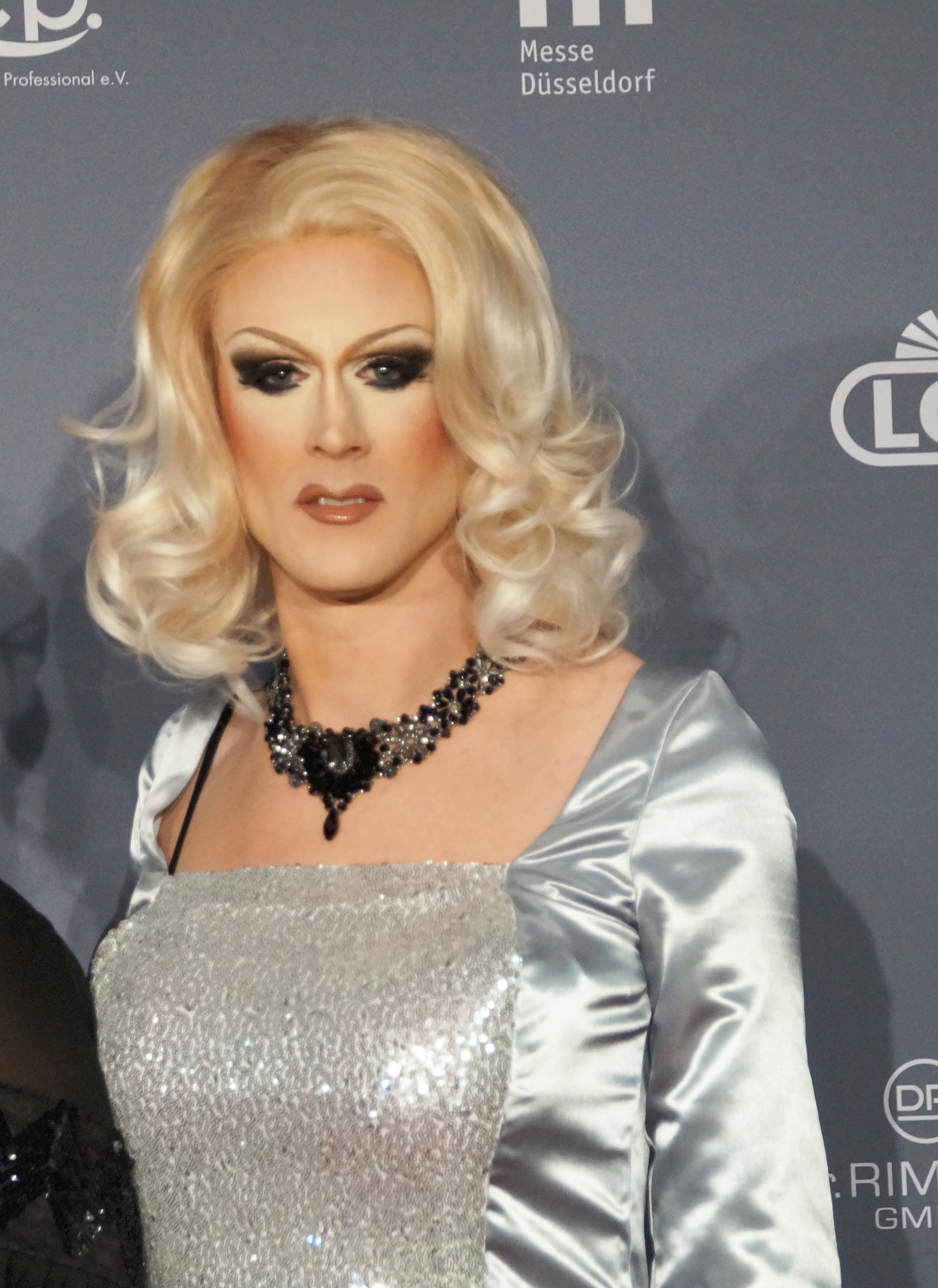
Jurassica Parka (2016)

- 2011–2017: Attraktiv – Das Starmagazin (ALEX Berlin)[19]
- 2016: Forum Fatal (Radio Fritz)

Schauspiel
- 2009: L'Ingenue Libertine (Kurzfilm-Projekt)
- 2015: Royal Fatal (Kinofilm)[20]

Als Gast
- 2016: Blickwechsel (ZDF)
- 2019: Laura Karasek – Zart am Limit (ZDFneo)[21]
- 2017, 2018: Abendshow (RBB)
- 2020: ARD-Buffet (Das Erste)
- 2021: Late Night Alter (ZDFneo)[22]
- 2021: Tod im Techno-Club – Berlins Partyszene auf Droge (ZDFinfo)[23]
- 2023: Böhmi brutzelt (ZDFneo)

Fernsehauftritte
- 2008, 2009: Taff – Die perfekte Party (Pro7)
- 2011: Die Einrichter (VOX)
- 2015: Mein Lokal, Dein Lokal (Kabel eins)[24]
- 2020: Die schönsten Kieze (RBB)[25]

## Auszeichnung
- 2014: Miss CSD 2014